# Маклей, Лаклан
Лаклан (Maк) Маклей (англ. Lachlan "Mac" Macleay, род. 13 июня 1931, Сент-Луис, Миссури) — полковник Военно-воздушных сил Соединённых Штатов в отставке и бывший астронавт. Проходил подготовку к работе в пилотируемой орбитальной лаборатории (MOL), но программа была свёрнута до того, как участвовавшие в ней экипажи побывали в космосе.

## Биография
Маклей родился 13 июня 1931 года в Сент-Луисе, штат Миссури. В 1954 году окончил Военно-морскую академию США со степенью бакалавра наук в области электротехники. Несмотря на то, что он окончил Военно-морскую академию, он решил начать карьеру в Военно-воздушных силах США. В 1970 году он получил степень магистра делового администрирования в Университете Южной Калифорнии.
Маклей был лётным инструктором на F-86D на военно-воздушной базе Муди в Джорджии. Окончил школу лётчиков-испытателей ВВС США. В 1965 году Маклей был выбран одним из первых астронавтов в секретную пилотируемую орбитальную лабораторию. Программа MOL, отменённая в 1969 году перед отправкой космонавтов в космос, заключалась в том, чтобы укомплектовать военную космическую станцию космонавтами, используя модифицированный космический корабль «Джемини».
Маклей продолжал летать и служил в боевой командировке в Юго-Восточной Азии во время войны во Вьетнаме в качестве командира 23-й эскадрильи тактической воздушной поддержки в Накхонпханоме, Таиланд. 23-я эскадрилья, летавшая на OV-10 Bronco под позывным «Гвоздь», выполняла функции передовых авиадиспетчеров, направляя воздушные удары по войскам противника.
Маклей уволился из ВВС 1 мая 1978 года и устроился в Hughes Aircraft в Тусоне, штат Аризона, где работал над серией ракетных систем. Позже проживал в Колорадо-Спрингс, штат Колорадо.